# Trionfale

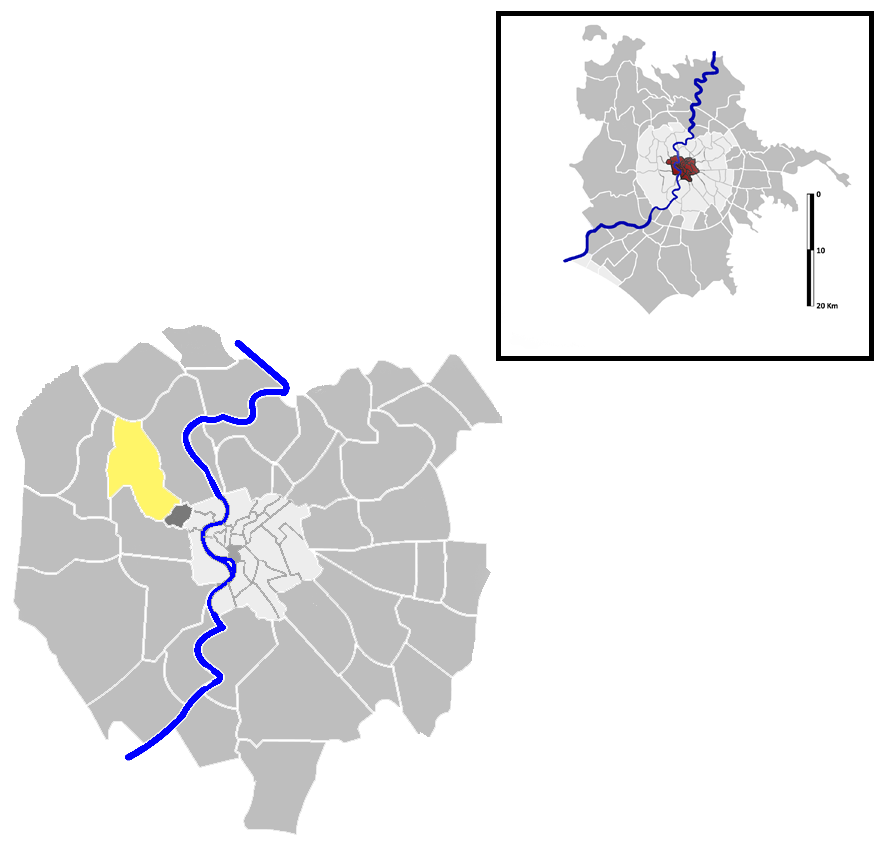
Localisation de Trionfale sur la carte administrative de Rome.

Trionfale (prononcé : [trjoɱˈfaːle]) est un quartiere (quartier) situé à l'ouest de Rome en Italie prenant son nom de la via Trionfale qui le traverse. Il est désigné dans la nomenclature administrative par Q.XIV et fait partie du Municipio XVII, XVIII et XIX. Sa population est de 59 256 habitants répartis sur une superficie de 6,169 1 km2.
Il forme également une « zone urbanistique » désigné par le code 19.e, qui compte en 2010 17 287 habitants.

## Géographie
Le quartier jouxte l'ouest de la cité du Vatican et englobe la zone du Monte Ciocci.

## Historique

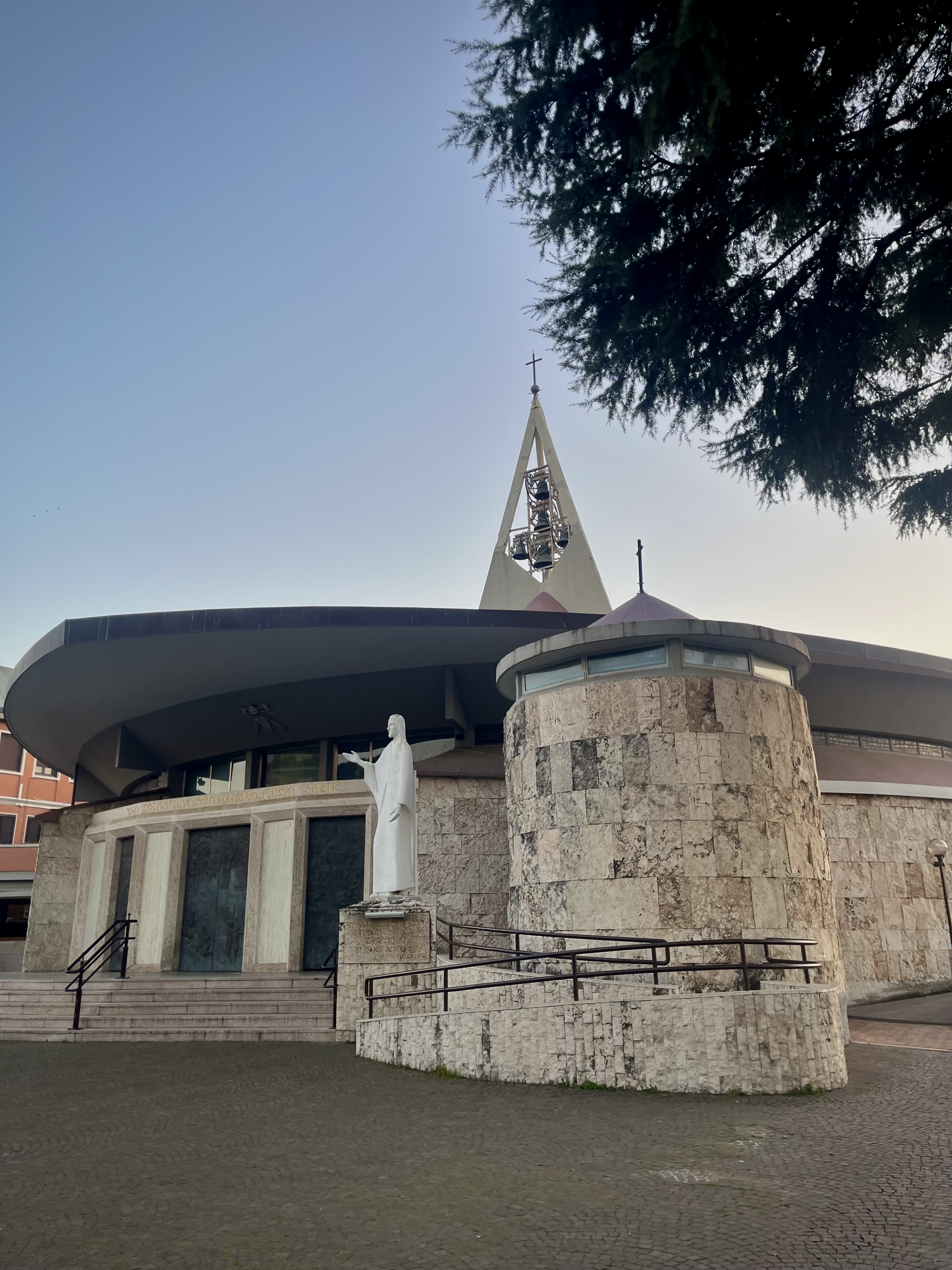
Balduina

Trionfale fait partie des quinze premiers quartiers créés à Rome en 1911 et officiellement reconnu en 1921.
Jusque dans les années 1970, la zone de Monte Ciocci regroupait de nombreux bidonvilles où habitait une population extrêmement indigente d'ouvriers originaires du sud de l'Italie et des anciennes colonies italiennes venus là pour le travail sur les chantiers de la capitale. C'est ce sous-prolétariat qui est décrit dans le film d'Ettore Scola, Affreux, sales et méchants, tourné sur le site même et sorti en 1976.
Dans le quartier Trionfale s'étend la zone de la « Balduina », elle-même divisée en plusieurs sous-zones : la « Balduina centrale », située au centre de la zone ; « Belsito » au nord-est ; « Columbus », anciennement appelée « Parco di Balduina » (traduit en français par Parc de Balduina) car elle est immergée dans le parc du Pineto, dans la zone nord-ouest ; et enfin la « Balduina Basse » au sud (parfois appelée « Appiano » en raison de la proximité de la gare ferroviaire du même nom).

## Lieux particuliers
- La via Trionfale
- Basilique San Giuseppe al Trionfale (Monte Mario)
- Église San Pio X (Balduina)
- Église du Seigneur-Jésus-Divin-Maître (it) (Balduina)
- Église Santa Maria delle Grazie al Trionfale (Belsito)
- Columbus (Balduina)